# Anzá
Anzá este un municipiu din departamentul Antioquia, Columbia.